# Złoty Stok
Złoty Stok, tyska: Reichenstein in Schlesien, tjeckiska: Rychleby, är en stad i sydvästra Polen, tillhörande distriktet Powiat ząbkowicki i Nedre Schlesiens vojvodskap. Złoty Stoks tätort hade 2 920 invånare i juni 2014, och utgör centralort i en stads- och landskommun med 4 707 invånare samma år. Staden är historiskt känd för sin guld- och arsenikbrytning.

## Geografi
Staden ligger i Góry Złote, ("Gyllene bergen"), 19 kilometer söder om Ząbkowice Śląskie, vid den polsk-tjeckiska gränsen. Närmaste ort på den tjeckiska sidan av gränsen är Bílá Voda.

## Historia
Staden Reichenstein uppstod vid den sydöstra gränsen av hertigdömet Münsterberg mot biskopsdömet Neisse och Glatz län. Områdets rika guld- och malmfyndigheter gjorde området åtråvärt för länsherrarna i området. Under andra hälften av 1200-talet tillhörde staden klostret i Kamenz. Något grundläggningsdatum är inte känt, men orten omnämns första gången i en av klostrets handlingar daterad 8 juli 1291, då Heidenricus de "Richinstein" omnämns som vittne. Redan 1273 hade hertig Henrik IV av Schlesien givit klostrets ägor gruvdriftsrättigheter.
1293 tillhörde Reichenstein adelsmannen Moyko von Baitzen, som 1295 avträdde besittningen till hertigen Bolko I av Schweidnitz. År 1331 omnämns första gången en präst och kyrka i staden. 1338 förlänade kung Johan den blinde av Böhmen Reichenstein till Peter I av Rosenberg. Hertigen Nikolaus av Münsterberg omnämner 20 mars 1344 Reichenstein som "småstad" ("oppidum aurifodiorum"). 1358 förlänades den av kejsar Karl IV till hertig Bolko II av Schweidnitz. Efter Bolkos död 1368 tillföll staden den böhmiska kronan, och kom senare att förlänas till en rad lokala länsherrar.
Mellan 1465 och 1502 var Kamenz kloster åter länsherre i orten. 1484 fick stadens bergsmän rätt att välja en bergmästare och fyra edsvurna som måste godkännas av hertigen. 1491 gav hertig Henrik d.ä. staden fullständiga stadsrättigheter och gav staden status av "fri bergsstad". 1502 flyttades myntverket i Frankenstein till Reichenstein och 1520 uppfördes en byggnad för ändamålet. 1581 blev den böhmiske överste kammarheren Wilhelm von Rosenberg länsherre och erhöll rätten att prägla mynt i staden. Efter Wilhems död 1592 sålde hans bror Peter Wok von Rosenberg staden tillsammans med Silberberg 1599 till hertig Joachim Fredrik av Liegnitz-Brieg. I och med detta kom Reichenstein att övergå till hertigdömet Liegnitz-Brieg från hertigdömet Münsterberg. Efter den siste hertigen Georg Vilhelms död 1675 återgick länet till de böhmiska kronländerna och Habsburgmonarkin.
Genom Österrikiska tronföljdskriget tillföll Reichenstein 1742 kungadömet Preussen, tillsammans med större delen av Schlesien. 1769 återupptogs gruvdriften efter att ha legat nere under en längre tid och Reichenstein blev säte för Schlesiens Oberbergamt. Redan 1778 måste det dock flyttas till Reichenbach im Eulengebirge på grund av Bayerska tronföljdskriget. Från Preussens administrativa reformer 1815 blev staden del av provinsen Schlesien, mellan 1818 och 1945 även som del av Kreis Frankenstein in Schlesien. Från 1871 till 1945 ingick staden även i Tyska riket.
På 1800-talet uppstod flera industrier i staden, bland annat kalkverk, tändsticks- och sprängämnesfabriker. 1900 fick staden smalspårig järnvägsanslutning till Kamenz. Från 1920 var staden säte för Schlesiens skogsskola. 1939 hade staden 2 609 invånare.
Efter 1945 tillföll staden Polen genom Potsdamöverenskommelsen och döptes om till Złoty Stok. Den tyska befolkningen tvångsförflyttades västerut och staden återbefolkades gradvis under decennierna efter kriget av polska bosättare och flyktingar från områdena öster om Curzonlinjen. 1961 stängdes stadens arsenikgruva och 1989 lades järnvägen ned. 1997 orsakade en flod stora skador. Mellan 1975 och 1998 tillhörde Złoty Stok Wałbrzychs vojvodskap. Sedan 1990-talet har turism fått en ökad betydelse i stadens näringsliv.
Staden har flera gånger (1638, 1796, 1836) förstörts av stadsbränder.

## Sevärdheter

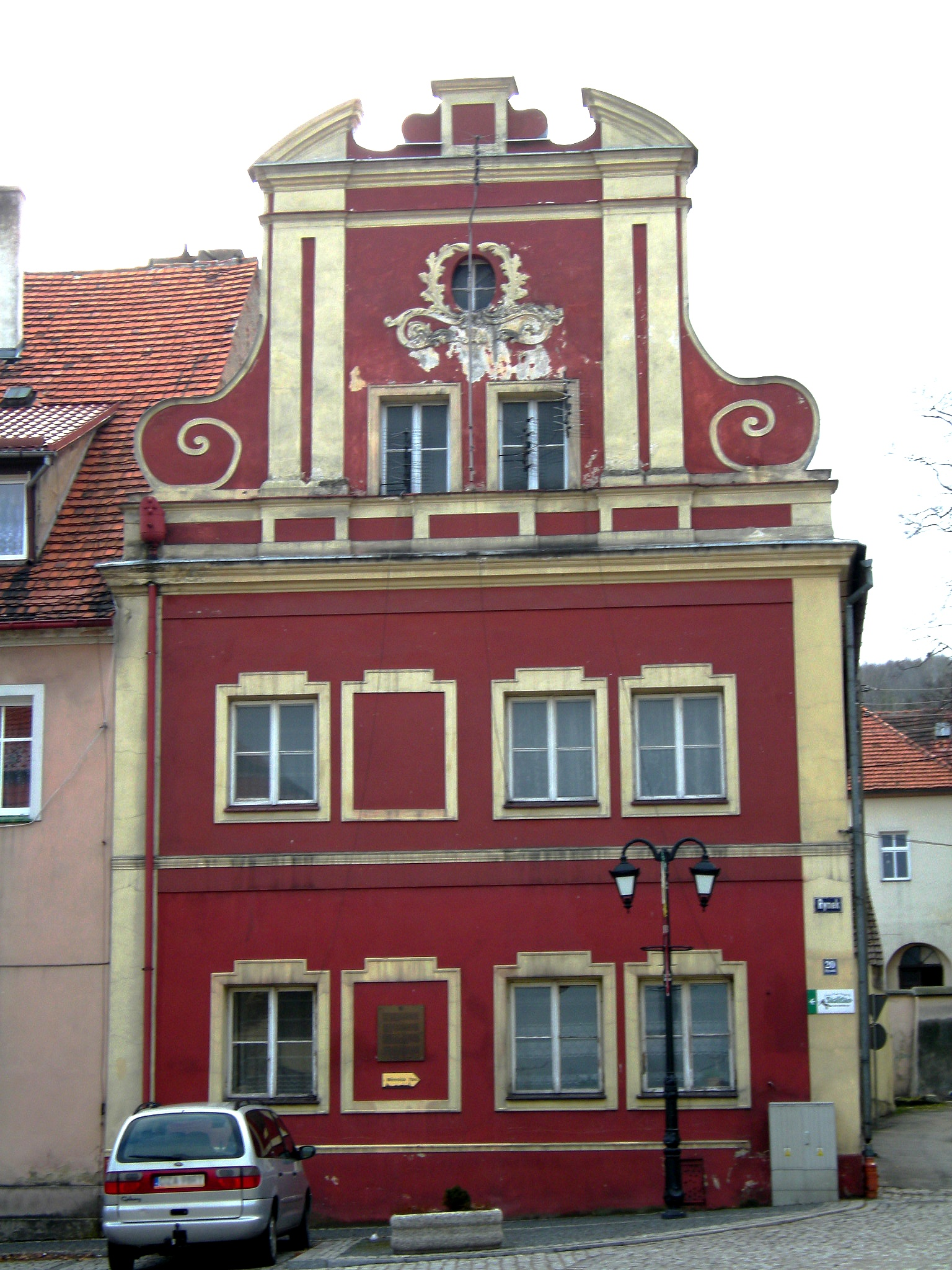
Fuggerska huset.

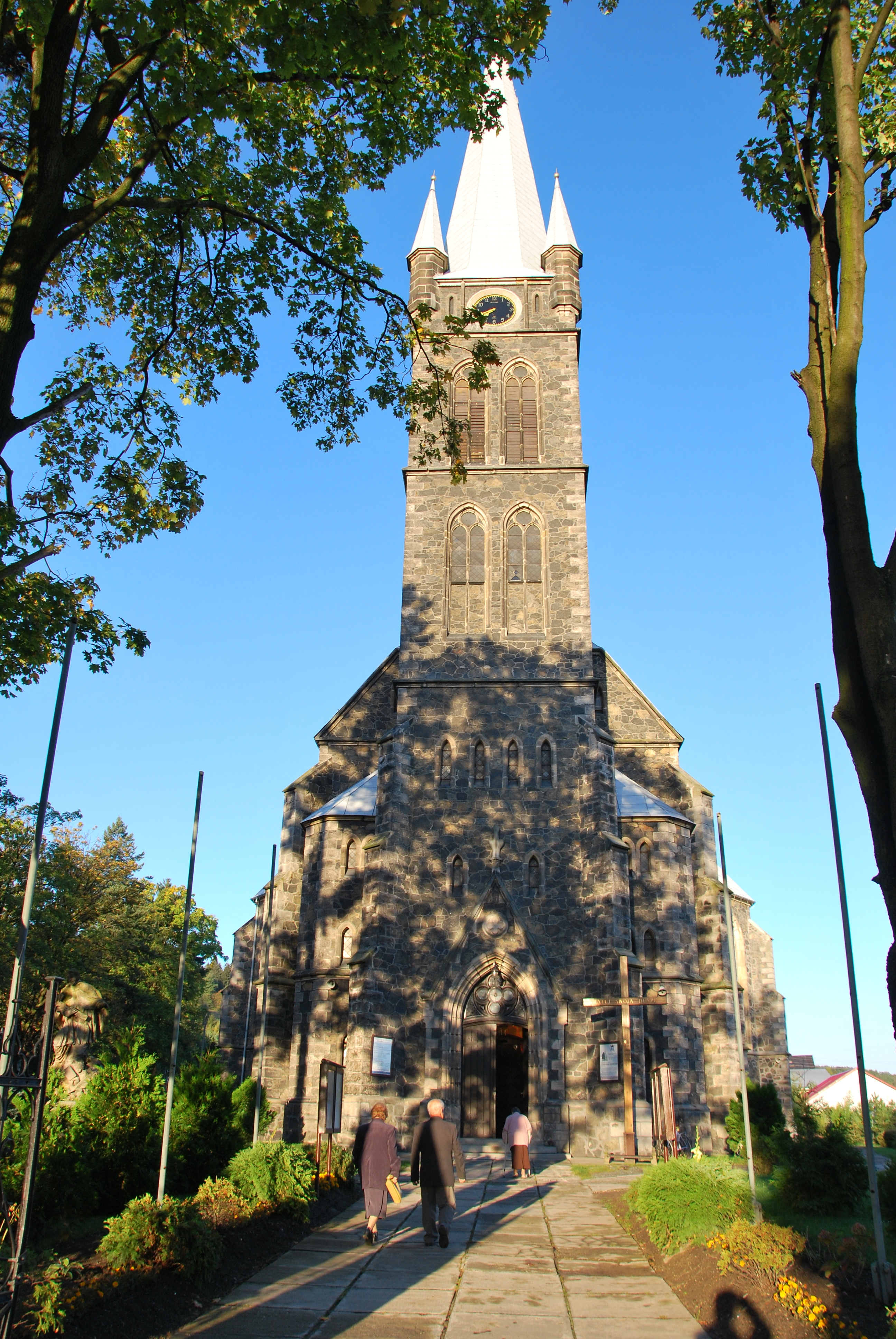
Obefläckade avelsens kyrka.

- Obefläckade avelsens kyrka, uppförd i nygotik 1877–1883.
- Trefaldighetskyrkan, uppförd 1583 och ombyggd 1691, 1796 och 1830.
- Rådhuset vid stora torget, uppfört 1801.
- Släkten Fuggers hus med barockfasad från 1500-talet.
- Det hertigliga myntverket, uppfört 1507 och ombyggt under 1600-talet och 1700-talet.
- Borgarhus på Kościuszkitorget från 1700-talet och 1900-talet.
- Guldbrytnings- och förgyllningsmuseet (Muzeum Górnictwa i Hutnictwa Złota)

## Kända invånare
- Tobias Volckmar (1678–?), organist och kompositör.